# Nitiazin
A nitiazin a mezőgazdaságban használt rovarirtó szer. A rovarok számára idegméreg, míg a gerincesek számára viszonylag ártalmatlan. A környezetben gyorsan elbomlik. 1979-ben fedezték fel.
Bár a nitiazin sokféle rovar ellen hatékony, fény hatására bomlik, ami megakadályozta a használatát termőföldön. Helyette először a kémiailag hozzá hasonló imidaklopridet(en) alkalmazták, majd a siker hatására megindult kutatás a neonikotinoid(en) típusú rovarirtók kifejlesztéséhez vezetett.

## Felhasználás
Legyek és szúnyogok ellen alkalmazták háztartásban és istállókban egyaránt először lassan a levegőbe juttatott gőz, később spray formájában. A spray azonban sárga lerakódást okozott, amit a felhasználók nem toleráltak. Később észrevették, hogy a nitiazin a legyek emésztőrendszerén keresztül is hat, ezért cukros csapdákban kezdték használni. Ez olyan hatékonynak bizonyult, hogy a csapda körül halmokban gyűltek össze a döglött legyek, ami igen kevéssé volt esztétikus, ezért a vásárlók inkább olyan szereket részesítettek előnyben, amelyek a szobán kívül pusztították el a legyeket.

## Hatásmód
A rovarok acetilkolin jelátvitelére hat (neurotranszmitter). Gátló és serkentő hatása egyaránt lehet. Bizonyos esetekben gátolja a posztszinaptikus nikotinos acetilkolin-receptorokat(en).

## Veszélyek
Emlősökre szájon át mérsékelten, bőrön át nem veszélyes. Halakra kevéssé, gerinctelen vízi élőlényekre mérsékelten veszélyes. Enyhén irritálja a szemet és a bőrt.